# Le Grand Bal du réveillon
Pour plus de détails, voir Fiche technique et Distribution.
Le Grand Bal du réveillon (Best Christmas Ball Ever) est un téléfilm de Noël américain réalisé par Nick Lyon, diffusé directement à la télévision le 14 décembre 2019 aux États-Unis et le 30 décembre 2019 en France. Il est également connu sous le titre Christmas in Vienna.

## Synopsis
Après une rupture avec son petit ami à Chicago où elle vit, Amy décide impulsivement qu’un dépaysement lui fera du bien et part passer les fêtes de fin d'année avec son frère à Vienne. Après avoir pris des cours de danse avec son fringant partenaire de danse européen, Lukas, Amy obtient une invitation à une compétition de danse dans le plus grand bal de la saison de la ville, ainsi qu’une autre chance d’aimer.

## Distribution
- Elisabeth Harnois : Amy
- Christian Oliver : Lukas
- Samuel Hunt : Daniel
- Julia Dietze : Lydia[1]
- Thomas Kraml : Tommy
- Edmund Jäger : Oncle Markus[4]
- Kathryn Beck : Sophia
- Alexander E. Fennon : Domenik
- Sherrod Taylor :  Hal[2]
- Daniela Zacherl : Vicky
- Florian Vana : Leopold
- Dimitar Stefanin : Philipp
- Aaron Keller : Roy
- Franziska Hetzel : Elaine
- Fabian Arthur Köll : Vendeur de billets
- Marie-Therese Lind : Lara
- Elisabeth Kanettis : Vira
- Teresa Rabenlehner : Eva[3]